# Луду (Мехединци)
Луду (рум. Ludu) насеље је у Румунији у округу Мехединци у општини Поноареле. Oпштина се налази на надморској висини од 562 m.

## Становништво
Према подацима из 2002. године у насељу је живело 111 становника, од којих су сви румунске националности.